# جيف مونرو
جيف مونرو (بالإنجليزية: Jeff Monroe)‏ هو سياسي أمريكي، ولد في 5 سبتمبر 1956 في غرافتون في الولايات المتحدة. حزبياً، نشط في الحزب الجمهوري. وقد انتخب عضو داكوتا الجنوبية البيت النواب.